# Luke Mitchell
Luke Mitchell (* 17. dubna 1985 Gold Coast, Queensland) je australský herec a model. Objevil se v třetí sérii seriálu H2O: Stačí přidat vodu, jako Romeo Smith se objevil v seriálu Home and Away. V roce 2013 byl obsazen do role Johna Younga v seriálu stanice CW Lidé zítřka. V roce 2015 byl obsazen do role Lincolna v seriálu Agenti S.H.I.E.L.D. Během let 2016 až 2019 hrál v seriálu Mrtvý bod.

## Životopis
Narodil se 17. dubna 1985 a vyrostl Gold Coast. Jeho rodiče se rozvedli. Má tři bratry a mladší sestru Bree. Jeho starší bratr je trenérem tenisu, zatímco jeho mladší bratr Ben patří k TOP 10 nejlepší hráčům v Austrálii. Sám Luke hrál tenis od pěti do devatenácti let. Navštěvoval Nerang State High School.

## Kariéra
Studoval na Film and Television Studio International a pracoval s profesionály jako jsou Joss McWilliam, Iain Gardner, Kim Krejus, Craig McMahon a Dean Carey. Cestoval po Austrálii s mezinárodní společností Sudden Impact Entertainment a vystupoval v jejich divadelních představeních.
Při práci v Melbourne prošel úspěšně konkurzem na seriál Neighbours, kde hostoval v roli Chrise Knighta a objevil se v 11 epizodách. Poté se zpátky odstěhoval do Gold Coast, kde hrál roli Willa v seriálu H2O: Stačí přidat vodu.
V červnu 2009 se přestěhoval do Sydney a od té doby hraje v seriálu Home and Away. Za tuto roli získal v roce 2010 svou první cenu, TV Week Logie v kategorii nejvíce populární nový mužský talent. V únoru 2013 byl obsazen do role Johna Younga v seriálu stanice CW Lidé zítřka. V červenci 2014 bylo oznámeno, že se připojil k obsazení seriálu Members Only. Seriál byl však zrušen, před vysíláním pilotní epizody.
V únoru roku 2015 se připojil k obsazení seriálu Agenti S.H.I.E.L.D., kde hrál Lincolna Campbella. Ve stejném roce také vyšel film 7 minut, kde Luke ztvárnil hlavní roli Sama. Poté, co opustil seriál Agenti S.H.I.E.L.D. se připojil k obsazení seriálu Mrtvý bod v roli Romana. V roce 2018 byl obsazen do dramatického seriálu CBS The Code. Roli převzal po herci Daveovi Annablemu, který hrál v pilotním dílu. Seriál byl po odvysílání první řady zrušen.

## Osobní život
V roce 2009 začal chodit s herečkou Rebeccou Breeds, se kterou se seznámil na natáčení seriálu Home and Away. V květnu 2012 se pár zasnoubil a v lednu 2013 se vzali.

## Filmografie

### Film
| Rok  | Název              | Role  | Poznámky |
| ---- | ------------------ | ----- | -------- |
| 2015 | 7 minut            | Sam   |          |
| 2016 | Matky a dcery      | Quinn |          |
| 2020 | Without Remorse    | Rowdy |          |
| 2020 | Black Water: Abyss | Eric  |          |

### Televize
| Rok       | Název                  | Role                       | Poznámky                                                   |
| --------- | ---------------------- | -------------------------- | ---------------------------------------------------------- |
| 2008      | Neighbours             | Chris Knight               | vedlejší role, 11 dílů                                     |
| 2008      | Performance Anxiety    | Peter Koliat               | TV film                                                    |
| 2009–2010 | H2O: Stačí přidat vodu | Will Benjamin              | Hlavní role (3. řada), 26 dílů                             |
| 2009–2013 | Home and Away          | Romeo Smith                | hlavní role,                                               |
| 2013–2014 | Lidé zítřka            | John Young                 | hlavní role, 22 dílů                                       |
| 2015      | Members Only           | Jesse                      | nevysílaný pilotní díl (ABC)                               |
| 2015–2016 | Agenti S.H.I.E.L.D.    | Lincoln Campbell           | vedlejší role (2. řada), hlavní role (3. řada), 29 dílů    |
| 2016–2019 | Mrtvý bod              | Roman                      | hlavní role (2.–3. řada), vedlejší role (4. řada), 51 dílů |
| 2019      | The Code               | kapitán John „Abe“ Abraham | hlavní role, 12 dílů                                       |
| 2020      | The Republic of Sarah  | Danny                      | hlavní role                                                |

## Ceny a nominace
| Název ocenění | Datum          | Kategorie                            | Výsledek  |
| ------------- | -------------- | ------------------------------------ | --------- |
| Logie Award   | 2. května 2010 | Nejvíce populární nový mužský talent | vítězství |